# Padiglioni nazionali dell'Expo 2015
I padiglioni nazionali dell'Expo 2015 sono stati i padiglioni costruiti in autonomia dai Paesi. Furono collocati lungo e affacciavano sul decumano ed erano offerti dall'organizzazione ai partecipanti che hanno dovuto progettare, costruire e smantellare il proprio lotto espositivo. L'edizione 2015 segnò il record di Paesi partecipanti che hanno deciso di costruire un proprio padiglione, ben 53 (contro i 42 di Shanghai 2010).

## Organizzazione e regolamento
Expo 2015 mise a disposizione circa 170.000 m² per i lotti dei padiglioni nazionali, che possono avere forma rettangolare o a "L", con dimensione variabile tra i 500 e i 5.000 m². Sono disponibili un totale di 62 lotti suddivisi tra zona Nord (33 lotti) e zona Sud (29 lotti), separate dal Decumano. I lotti sono denominati con l'associazione di una lettera, che definisce la zona (N o S) e un numero, crescente da Ovest (lato fiera) a Est (lato città di Milano).
Per l'allestimento del proprio lotto i partecipanti sono tenuti a rispettare la "regola del 30%" che prevede di dedicare almeno il 30% dell'intero spazio espositivo ad aree aperte o a verde. L'altezza massima prevista è di 12 metri ovvero 17 metri considerando i manufatti architettonici. Il padiglione più alto, dopo quello Italia, è quello dell'Angola
Tutti i partecipanti sono obbligati dall'organizzazione a includere delle aree di ristorazione all'interno del proprio lotto, sviluppando una proposta coerente con il tema dell'Expo e del padiglione, che sia un elemento di attrazione.
Ai Paesi viene inoltre richiesta un'attenzione particolare all'utilizzo di materiali riciclabili, all'implementazione di metodologie di gestione dei rifiuti all'avanguardia e di tecnologie per l'ottimizzazione dei flussi dei visitatori e la gestione delle code.

## Padiglioni

### Austria

Render del padiglione austriaco

Il padiglione austriaco si focalizza su uno degli elementi primari della vita, l'aria, e sviluppa il tema dell'expo sotto il concept breathe.austria. L'elemento aria diventa il punto di partenza per un'esperienza sensoriale che vuole discutere di atmosfera e clima. Il padiglione si focalizza sull'esperienza e la competenza del paese alpino nell'ambito dell'ecologia e della sostenibilità ed è caratterizzato dalla presenza di un vero e proprio bosco. La vegetazione del padiglione presenta una superficie fogliare o di evaporazione di circa 43.200 m². Questo collettore di fotosintesi produce 62,5 kg di ossigeno all'ora che corrispondono al fabbisogno di 1800 persone.
All'interno della struttura è presente il bar aria dove è possibile degustare i prodotti tipici austriaci; al secondo piano è invece una vip lounge con ristorante per ospitare eventi.
La giornata nazionale dedicata all'Austria durante Expo 2015 è il 26 giugno.

### Città del Vaticano (Santa Sede)
Il padiglione della Santa Sede offre una riflessione a partire da due frasi cruciali di natura biblica: Non di solo pane vive l'uomo e Dacci oggi il nostro pane. Le due citazioni rappresentano da un lato la dimensione materiale e fisica del nutrimento, con i problemi sociali che ne comporta, dall'altra l'aspetto simbolico, del nutrimento interiore. L'esperienza del visitatore si sviluppa lungo cinque scene, più un prologo e un congedo, che trattano i seguenti temi: L'ascolto della Creazione, La globalizzazione dell'indifferenza, Nutrirsi di Cristo, Educarsi all'umanità, La carità.
Il padiglione ha ospitato un'Ultima Cena del Tintoretto proveniente dalla chiesa veneziana di San Trovaso sino al 28 luglio 2015, e dal giorno successivo L'istituzione dell'Eucaristia, arazzo di Rubens.

### Giappone

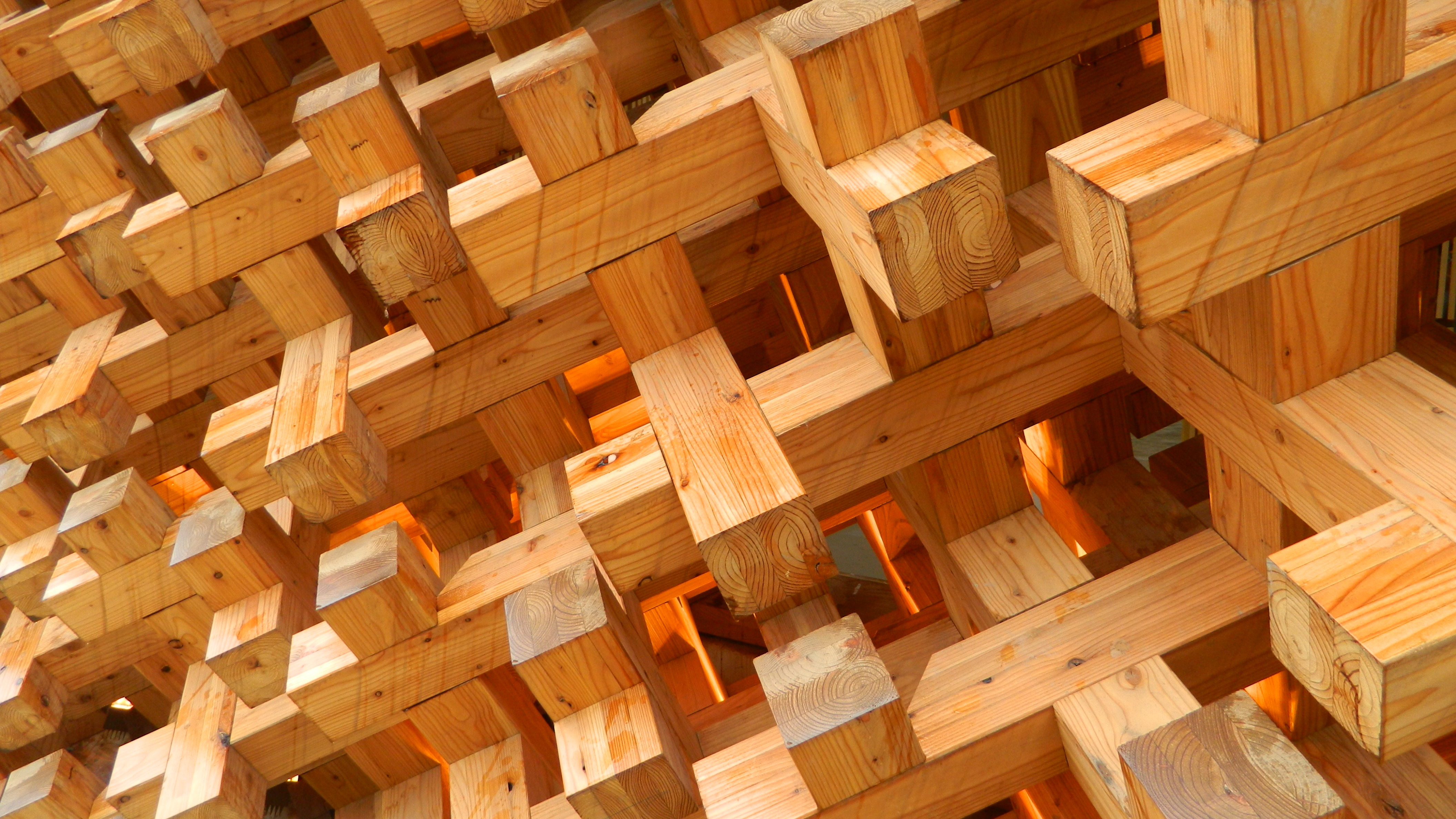
Rivestimento esterno del padiglione giapponese

Il padiglione giapponese ruota intorno al tema Diversità armoniosa. L'edificio esternamente si presenta con una copertura in legno formata da moduli identici fra di loro e montati a secco, ovvero solo ad incastro, senza l'ausilio di alcun chiodo, vite o elementi terzi. Internamente nei due piani dell'esposizione si susseguono numerosi ambienti che vogliono trasmettere la sostenibilità la simbiosi con la natura delle filiere del cibo giapponese, oltre all'equilibrio nutrizionale della cucina nipponica. I vari ambienti trattano i temi della diversità, dell'armonia, della tradizione e dell'innovazione; il percorso espositivo culmina in uno spettacolo educativo all'interno del Ristorante futuro.
Nel padiglione sono ospitati quattro diversi ristoranti della tradizione del Paese del Sol Levante.
La giornata nazionale del Giappone è l'11 luglio.

### Israele

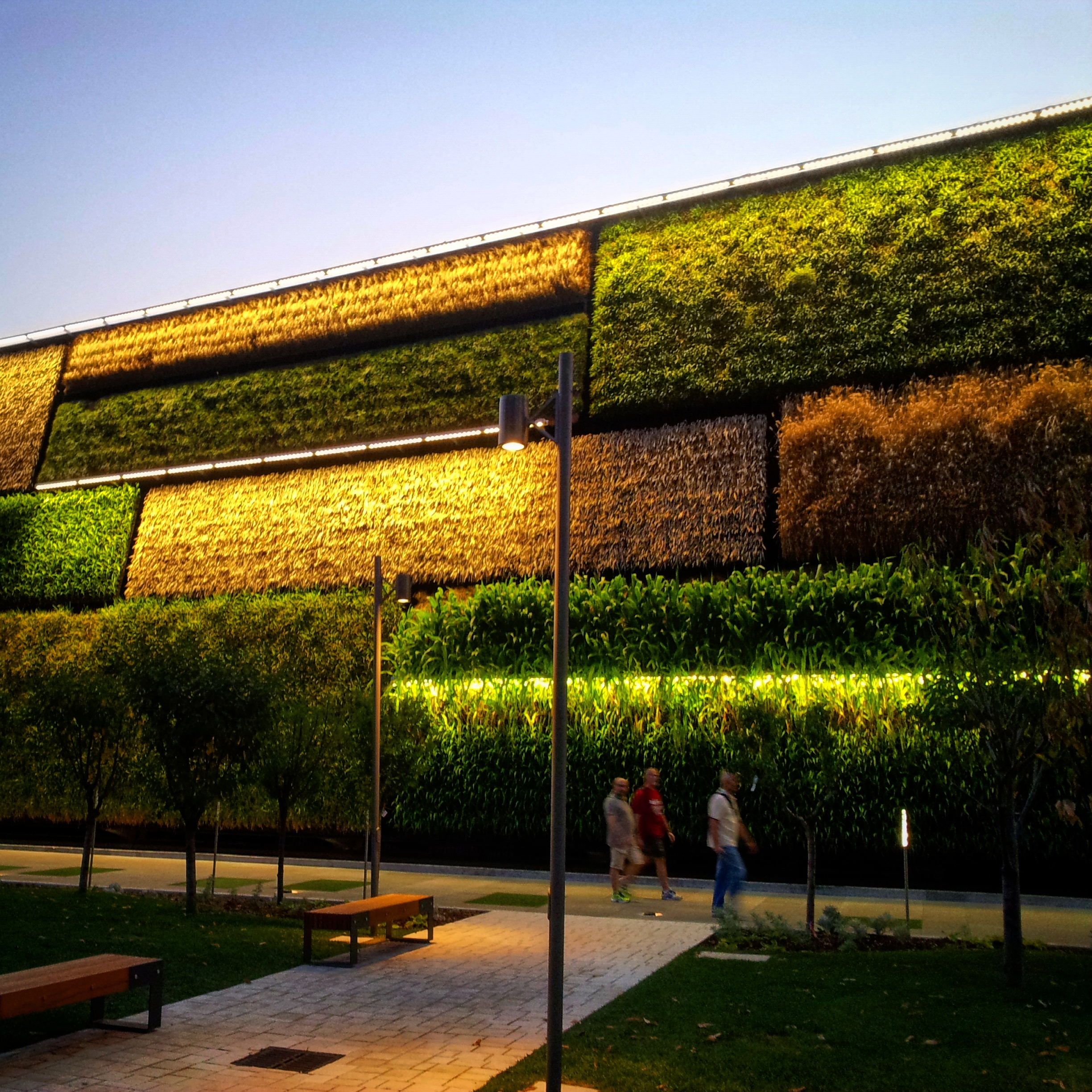
Il campo verticale del padiglione di Israele

Il padiglione israeliano si sviluppa di un lotto di 2.369 metri quadrati e punto focale della struttura è il grande campo agricolo verticale che fornisce una nuova prospettiva su produzione e fornitura del cibo al mondo, composto da quadri di coltivazione sostenuti da una griglia metallica e con un sistema di irrigazione a goccia; vengono fatte crescere diverse varietà di cereali e da altri componenti alimentari basilari, che offrono una vasta gamma di coltivazioni, e che creano anche un mosaico di trame, odori e colori. Il padiglione si compone di un pre-show, con attori su palcoscenico e video proiezioni, due sale espositive di cui la prima offre un video sui traguardi israeliani nel campo alimentare e agricolo e la seconda con schermi sospesi ed elementi dinamici che riprendono il tema dell'alimentazione e sostenibilità. Nel retro del padiglione è presente un'area di ristoro con annessa area pic-nic, sovrastata dal cubo di luce che rappresenta l'area VIP del padiglione.

### Italia

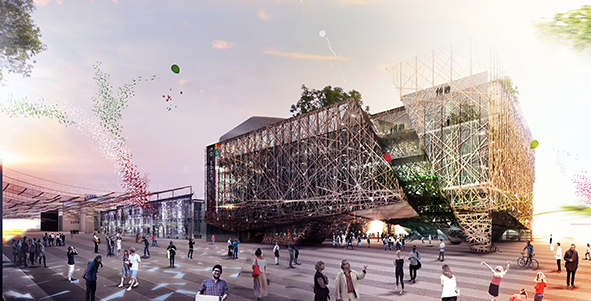
Progetto per il Palazzo Italia – Vista piano strada

Il Padiglione Italia è il padiglione ufficiale dello Stato Italiano. Non si compone di un unico edificio ma occupa la totalità degli spazi del cardo, l'asse secondario del sito Expo. Il luogo espositivo principale è Palazzo Italia, l'unico padiglione nazionale concepito per rimanere nel sito espositivo anche dopo il termine della manifestazione. L'edificio multipiano è stato progettato dallo studio Nemesi di Roma a seguito di un concorso di architettura, ed è rivestito da uno speciale calcestruzzo foto-catalalitico concepito per assorbire ed inattivare gli inquinanti aerei. La mostra ospitata nel Padiglione Italia si focalizza sulle eccellenze italiane in campo agricolo ed alimentare ed occupa quattro piani all'interno dell'edificio.

## Dati
La seguente tabella riporta le informazioni relative ai padiglioni nazionali.
| Padiglioni autocostruiti | Padiglioni autocostruiti | Padiglioni autocostruiti | Padiglioni autocostruiti | Padiglioni autocostruiti | Padiglioni autocostruiti | Padiglioni autocostruiti                                                                    | Padiglioni autocostruiti                                                          | Padiglioni autocostruiti |
| Paese                    | Tema | Immagine                 | Lotto                    | Dimensioni [mq]          | Giornata nazionale       | Progettista                                                                                 | Utilizzo post-Expo                                                                |                          |
| ------------------------ | --- | ------------------------ | ------------------------ | ------------------------ | ------------------------ | ------------------------------------------------------------------------------------------- | --------------------------------------------------------------------------------- | ------------------------ |
| Angola                   | Food and Culture: Education for Innovation Alimentazione e Cultura: Educare per Innovare                                                                          |                          | N7                       | 2.010                    | 17 settembre             | Federico Acuto e Stefano Gaudimundo (Masterplanstudio)                                      | Museo a Luanda                                                                    |                          |
| Argentina                | Argentina Feeds You L'Argentina ti nutre e passione |                          | N23                      | 1.907                    | 25 maggio                |                                                                                             |                                                                                   |                          |
| Austria                  | breathe.austria respira.austria |                          | S33                      | 1.910                    | 26 giugno                |                                                                                             | Le chiome verranno trasferite a Bolzano                                           |                          |
| Azerbaigian              | Protection of Organic Food and Biodiversity for Future Generations Protezione dei cibi biologici e della biodiversità per le generazioni future                   |                          | S23                      | 887                      | 9 luglio                 |                                                                                             | Centro per la biodiversità a Baku                                                 |                          |
| Bahrein                  | Archaeologies of Green Archeologie del verde e il Gp |                          | N6                       | 2.010                    | 4 settembre              | Studio Anne Holtrop, Anouk Vogel                                                            | Giardino botanico in Bahrein                                                      |                          |
| Belgio                   | Our Food, Our World – Produce Responsibly, Consume Smartly Il nostro cibo, il nostro mondo – Produrre responsabilmente, consumare intelligentemente               |                          | S7                       | 3.604                    | 12 giugno                | Patrick Genard & Asociados, Marc Belderbos                                                  |                                                                                   |                          |
| Bielorussia              | The Wheel of Life La ruota della vita |                          | N16                      | 1.147                    | 9 settembre              |                                                                                             |                                                                                   |                          |
| Brasile                  | Feeding the World with Solutions Sfamare il mondo con soluzioni                                                                                                   |                          | N8                       | 4.133                    | 7 settembre              | Studio Arthur Casas + Atelier Marko Brajovic + Studio Mosae                                 | Trasferito al Museo del cane - Foof di Mondragone dal 1º maggio 2016              |                          |
| Cile                     | El Amor de Chile L'amore del Cile |                          | S34                      | 1.910                    | 29 settembre             |                                                                                             |                                                                                   |                          |
| Cina                     | Land of Hope, Food for Life Terra di speranza, cibo per la vita                                                                                                   |                          | N21                      | 4.590                    | 8 giugno                 |                                                                                             |                                                                                   |                          |
| Città del Vaticano       | Not by Bread Alone. At the Lord's Table with all Mankind Non di solo pane. Alla tavola di Dio con l'umanità                                                       |                          | N32                      | 747                      | 11 giugno                |                                                                                             |                                                                                   |                          |
| Colombia                 | Naturally Sustainable Naturalmente sostenibile |                          | N22                      | 1.907                    | 20 luglio                |                                                                                             |                                                                                   |                          |
| Corea del Sud            | You Are What You Eat Sei quello che mangi |                          | N10                      | 3.880                    | 23 giugno                |                                                                                             |                                                                                   |                          |
| Ecuador                  | Journey to the Center of Life Viaggio al centro della vita |                          | N37                      | 747                      | 13 giugno                |                                                                                             |                                                                                   |                          |
| Emirati Arabi Uniti      | Food for Thought - Sustaining and Sustainable: Shaping and Sharing the Future Cibo per la mente                                                                   |                          | S24                      | 4.386                    | 20 ottobre               | Foster & Partners                                                                           | Sarà ricollocato a Masdar City                                                    |                          |
| Estonia                  | Gallery of Estonia Galleria dell'Estonia |                          | N46                      | 1.010                    | 7 giugno                 |                                                                                             |                                                                                   |                          |
| Francia                  | Produce and Nourish in a Different Way Produrre e nutrire diversamente                                                                                            |                          | N33                      | 3.592                    | 21 giugno                | XTU Architects                                                                              |                                                                                   |                          |
| Germania                 | Fields of Ideas Campi di idee |                          | N38                      | 4.933                    | 18 giugno                |                                                                                             |                                                                                   |                          |
| Giappone                 | Harmonious Diversity Diversità armoniosa |                          | N43                      | 4.170                    | 11 luglio                |                                                                                             |                                                                                   |                          |
| Indonesia                | The Stage of the World Il palcoscenico del mondo |                          | S44                      | 1.175                    | 6 settembre              |                                                                                             |                                                                                   |                          |
| Iran                     | Global Sofreh, Iranian Culture Sofreh globale, cultura iraniana                                                                                                   |                          | S35                      | 1.910                    | 23 agosto                |                                                                                             |                                                                                   |                          |
| Irlanda                  | Origin Green Ireland: Working with Nature L'origine verde dell'Irlanda: lavorare con la natura                                                                    |                          | S4                       | 1.175                    | 16 giugno                |                                                                                             |                                                                                   |                          |
| Israele                  | Fields of Tomorrow I campi di domani |                          | N34                      | 2.369                    | 25 giugno                |                                                                                             |                                                                                   |                          |
| Italia                   | The Nursery of Italy Vivaio Italia |                          |                          | 12.000                   | -                        |                                                                                             | Riutilizzato nel parco MIND come sede di Human Technopole                         |                          |
| Kazakistan               | The Land of Opportunities La terra delle opportunità |                          | S26                      | 2.396                    | 27 giugno                |                                                                                             |                                                                                   |                          |
| Kuwait                   | Challenge of Nature La sfida della natura |                          | N39                      | 2.790                    | 27 agosto                |                                                                                             |                                                                                   |                          |
| Lituania                 | Well of Knowledge: Experienced Future Il pozzo della conoscenza: un futuro fatto d'esperienza                                                                     |                          | N15                      | 1.147                    | 15 luglio                |                                                                                             |                                                                                   |                          |
| Malaysia                 | Towards a Sustainable Food Ecosystem Verso un ecosistema alimentare sostenibile                                                                                   |                          | N17                      | 2.047                    | 28 settembre             |                                                                                             |                                                                                   |                          |
| Marocco                  | Morocco, a Journey of Flavors Marocco, un viaggio di sapori |                          | S38                      | 2.898                    | 23 maggio                |                                                                                             |                                                                                   |                          |
| Messico                  | Mexico, the Seed for the New World: Food, Diversity and Heritage Messico, il seme per un mondo nuovo: cibo, diversità ed eredità                                  |                          | S31                      | 1.910                    | 16 settembre             |                                                                                             |                                                                                   |                          |
| Moldavia                 | Shine the Light - Energy of Sun, Energy of Earth, Food for People Splenda la luce - l'energia del sole, l'energia della terra, il cibo per l'umanità              |                          | N13                      | 747                      | 29 agosto                | studio Gorgona Architecture & Design, Pavel Braila                                          |                                                                                   |                          |
| Monaco                   | Excellence and Solidarity. A New Look at Feeding the Planet Eccellenza e solidarietà. Un nuovo sguardo per nutrire il pianeta                                     |                          | N42                      | 1.010                    | 9 giugno                 | Enrico Pollini                                                                              | Sede operativa della Croce Rossa in Burkina Faso                                  |                          |
| Nepal                    | Food Safety and Sustainability for Development La sicurezza alimentare e la sostenibilità per lo sviluppo                                                         |                          | S5                       | 2.717                    | -                        |                                                                                             |                                                                                   |                          |
| Oman                     | The Sultanate of Oman: Heritage in Harvest. Harnessing the Sun, Sand & Sea Il Sultanato dell'Oman: l'eredità nel raccolto. Sfruttare il sole, la sabbia e il mare |                          | N47                      | 2.790                    | 25 luglio                |                                                                                             |                                                                                   |                          |
| Paesi Bassi              | Share, Grow, Live Condividere, crescere, vivere |                          | N31                      | 2.369                    | -                        |                                                                                             |                                                                                   |                          |
| Polonia                  | Fill Yourselves With All Hope, Ye Who Enter Here Abbiate ogni speranza, voi che entrate                                                                           |                          | N30                      | 2.369                    | 13 settembre             |                                                                                             |                                                                                   |                          |
| Qatar                    | Seeding Sustainability Innovative Solutions for Food Sustainability Seminare sostenibilità, soluzioni innovative per un cibo sostenibile                          |                          | S40                      | 2.451                    | 12 settembre             |                                                                                             |                                                                                   |                          |
| Regno Unito              | Grown in Britain, Shared Globally Coltivato in Gran Bretagna, condiviso globalmente                                                                               |                          | S27                      | 1.910                    | 17 giugno                |                                                                                             | L'alveare verrà ricostruito ai Kew Gardens di Londra.                             |                          |
| Rep. Ceca                | Laboratory of Life Laboratorio della vita |                          | N5                       | 1.362                    | 15 maggio                |                                                                                             | Polo multifunzionale a Vizovice                                                   |                          |
| Romania                  | Living with Nature In armonia con la natura |                          | S30                      | 887                      | 29 luglio                |                                                                                             | Ricollocato presso il Parco del Gesiolo di Casatico, frazione di Siziano (Pavia). |                          |
| Russia                   | Growing for the World, Cultivating for the Future Crescere per il Pianeta, coltivare per il futuro                                                                |                          | N45                      | 4.170                    | 10 giugno                |                                                                                             |                                                                                   |                          |
| Slovacchia               | Slovakia – World in the Pocket Slovacchia, il mondo in tasca |                          | N44                      | 1.010                    | 24 giugno                |                                                                                             |                                                                                   |                          |
| Slovenia                 | I Feel Slovenia. Green, Active, Healthy Sento la Slovenia. Verde, attiva, sana                                                                                    |                          | S32                      | 1.910                    | 19 giugno                |                                                                                             |                                                                                   |                          |
| Spagna                   | Cultivating the Future Coltivando il futuro |                          | S29                      | 2.533                    | 15 giugno                | Studio b720, Fermín Vázquez Arquitectos                                                     |                                                                                   |                          |
| Stati Uniti              | American Food 2.0 American food 2.0 |                          | N40                      | 2.790                    | 4 luglio                 |                                                                                             |                                                                                   |                          |
| Sudan                    | The Nile's Home. Land of Agricultural Opportunities and Food Securities Sudan, patria del Nilo: terra di agricoltura, opportunità e sicurezza alimentare          |                          | S6                       | 887                      | 13 maggio                |                                                                                             |                                                                                   |                          |
| Svizzera                 | Confoederatio Helvetica |                          | N35                      | 4.433                    | 18 maggio                |                                                                                             |                                                                                   |                          |
| Thailandia               | Nourishing and Delighting the World in a Sustainable Way Nutrire e deliziare il mondo in modo sostenibile                                                         |                          | N18                      | 2.947                    | 24 agosto                |                                                                                             |                                                                                   |                          |
| Turchia                  | Digging into History for Future Food Scavare nella storia per il cibo del futuro                                                                                  |                          | N41                      | 2.898                    | 14 settembre             |                                                                                             |                                                                                   |                          |
| Turkmenistan             | Water is Life L'acqua è vita |                          | S43                      | 1.175                    | 3 maggio                 |                                                                                             |                                                                                   |                          |
| Ungheria                 | From the Purest Sources Dalle fonti più pure |                          | S28                      | 1.910                    | 23 ottobre               |                                                                                             | Ricollocato a Szombathely                                                         |                          |
| Uruguay                  | Life Grows in Uruguay La vita cresce in Uruguay |                          | N19                      | 747                      | 25 agosto                | Progettato da architetti uruguaiani e realizzato da Studio Ambiente srl di Folzano, Brescia | Riutilizzato come ristorante uruguaiano a Origgio (Varese)                        |                          |
| Vietnam                  | Water and Lotus Acqua e loto |                          | S9                       | 887                      | 2 settembre              |                                                                                             |                                                                                   |                          |